# Det stora experimentet
Det stora experimentet är  en julkalender i TV-format som producerades av Nexiko. Serien består av tre säsonger som visades mellan den 1 och 24 december 2016, 2018 och 2019. Den sänds på Viasats streamingtjänst Viaplay och var deras första egna serie riktad till barn. Julkalenderns första säsong spelades in på Tekniska museet i Stockholm. Från den 26 december 2016 kunde besökare på Tekniska museet testa TV-seriens experiment från första säsongen. Programmet vann Kristallen 2017 för årets barn- och ungdomsprogram.
TV-serien spelades samtidigt in på norska och danska.

## Handling
Två barn har vunnit Nordens främsta uppfinnartävling för barn. Som en del av förstapriset får de ett studiebesök hos en riktig uppfinnare, professor Primus, som på sin tid var den första vinnaren i samma tävling. Professorn är nu för tiden en misslyckad figur som inte har haft några riktiga framgångar sedan tävlingen. Hon blir därför avundsjuk på barnens kreativitet och låser in dem i sitt laboratorium. Kommer de att lyckas hitta ut och hinna hem till sina familjer innan julafton? För att ta sig ut, måste de i varje av de 24 avsnitten lösa ett experiment som professorn har satt upp. Först när de lyckas, öppnas nästa dörr till friheten.

## Medverkande
- Beppe Singer − Sig själv[6]
- Nina Hjelmkvist − Primus assistent Sigma[6]
- Ia Langhammer − Professor Primus[6]
- Isac Rosenqvist (säsong 1)[6]
- Ellinea ”Elli” Siambalis (säsong 1)[6]
- Teresa Eliasson (säsong 2-3)[7][4]
- Lucas Jernberg-Bjurén (säsong 2-3)[7][4]

## Avsnitt

### Säsong 1
| Nr | Namn                      |
| -- | ------------------------- |
| 1  | Inlåsta                   |
| 2  | Det skumma skummet        |
| 3  | Regnbågsdrinken           |
| 4  | Kanonen                   |
| 5  | Planetproblem             |
| 6  | Komjölksnyckeln           |
| 7  | Läskiga lasern            |
| 8  | Sinnenas olympiad         |
| 9  | Diarré på sné             |
| 10 | El-fel                    |
| 11 | Upp- och nedvända världen |
| 12 | Den röda knappen          |
| 13 | Lappen och lågan          |
| 14 | Minneslekar               |
| 15 | Storm i laboratoriet      |
| 16 | Magiska glaset            |
| 17 | Detektiverna              |
| 18 | Robot på uppdrag          |
| 19 | Rödkålsregnbågen          |
| 20 | Att styra en robot        |
| 21 | Energiomvandlingen        |
| 22 | Omöjlig mat               |
| 23 | Orkestern                 |
| 24 | Inlåsta på julafton?      |

### Säsong 2
| Nr | Namn                  |
| -- | --------------------- |
| 1  | Primus hämnd          |
| 2  | Primus plan           |
| 3  | Nyckeln               |
| 4  | Spring i korridorerna |
| 5  | Hopplösheten          |
| 6  | Bollkanonen           |
| 7  | Hos Gagarina          |
| 8  | Livsfarligt rullband  |
| 9  | Famla i mörkret       |
| 10 | Primus kris           |
| 11 | Drönarkaos            |
| 12 | Relaxen               |
| 13 | Att stressa fram lugn |
| 14 | Bristolbunkern        |
| 15 | Slemmiga bassängen    |
| 16 | Monstret under ytan   |
| 17 | Sigmas hemlighet      |
| 18 | Rörpostsystemet       |
| 19 | Trubbel i labbet      |
| 20 | En snillrik plan      |
| 21 | Svävar i kablar       |
| 22 | Äntligen framme       |
| 23 | Solen är nära         |
| 24 | Är julen räddad?      |

### Säsong 3
| Nr | Namn                           |
| -- | ------------------------------ |
| 1  | Ett nytt äventyr               |
| 2  | Nu dör en liten fisk!          |
| 3  | Olja på vågorna                |
| 4  | Ljus varde här!                |
| 5  | Alarm!                         |
| 6  | Syrefattigt, del 1             |
| 7  | Syrefattigt, del 2             |
| 8  | Upptäckta!                     |
| 9  | Plast till sjöss               |
| 10 | Spolad                         |
| 11 | Kajutan                        |
| 12 | Eld och lågor!                 |
| 13 | Matkrig, del 1                 |
| 14 | Matkrig, del 2                 |
| 15 | Kryss i kartan, del 1          |
| 16 | Kryss i kartan, del 2          |
| 17 | Kaptensmiddagen                |
| 18 | Gagarinas hjärta               |
| 19 | Gift i djupet                  |
| 20 | En lysande distraktion         |
| 21 | Fallande professor             |
| 22 | Låsens mästarinna              |
| 23 | Botten                         |
| 24 | Visste att den var bra att ha! |